# العلاقات الإريترية اللبنانية
العلاقات الإريترية اللبنانية هي العلاقات الثنائية التي تجمع بين إريتريا ولبنان.

## مقارنة بين البلدين
هذه مقارنة عامة ومرجعية للدولتين:
| وجه المقارنة                                              | إريتريا                                      | لبنان                                                                |
| --------------------------------------------------------- | -------------------------------------------- | -------------------------------------------------------------------- |
| المساحة (كم2)                                             | 117.60 ألف                                   | 10.45 ألف                                                            |
| عدد السكان (نسمة)                                         | 6.33 مليون                                   | 6.10 مليون                                                           |
| الكثافة السكانية (ن./كم²)                                 | 53.83                                        | 583.73                                                               |
| العاصمة                                                   | أسمرة                                        | بيروت                                                                |
| اللغة الرسمية                                             | اللغة التغرينية، اللغة العربية، لغة إنجليزية | اللغة العربية، لغة فرنسية                                            |
| العملة                                                    | ناكفا                                        | ليرة لبنانية                                                         |
| الناتج المحلي الإجمالي (بليون دولار)                      | 2.61 مليار                                   | 51.84 مليار                                                          |
| الناتج المحلي الإجمالي (تعادل القوة الشرائية) بليون دولار |                                              | 81.54 مليار                                                          |
| الناتج المحلي الإجمالي الاسمي للفرد دولار أمريكي          |                                              | 8.05 ألف                                                             |
| الناتج المحلي الإجمالي للفرد دولار أمريكي                 |                                              | 17.46 ألف                                                            |
| مؤشر التنمية البشرية                                      | 0.391                                        | 0.769                                                                |
| رمز المكالمات الدولي                                      | +291                                         | +961                                                                 |
| رمز الإنترنت                                              | .er                                          | .lb                                                                  |
| المنطقة الزمنية                                           | ت ع م+03:00                                  | ت ع م+02:00، ت ع م+03:00، توقيت شرق أوروبا، توقيت شرق أوروبا الصيفي ‏ |

## منظمات دولية مشتركة
يشترك البلدان في عضوية مجموعة من المنظمات الدولية، منها:
| علم المنظمة | اسم المنظمة                        | تاريخ انضمام إريتريا | تاريخ انضمام لبنان |
| ----------- | ---------------------------------- | -------------------- | ------------------ |
|             | مؤسسة التمويل الدولية              | 11 أكتوبر 1995       | 28 ديسمبر 1956     |
|             | منظمة حظر الأسلحة الكيميائية       | ?                    | ?                  |
|             | يونسكو                             | 2 سبتمبر 1993        | 4 نوفمبر 1946      |
|             | الاتحاد الدولي للاتصالات           | 6 أغسطس 1993         | 12 يناير 1924      |
|             | الأمم المتحدة                      | 28 مايو 1993         | 24 أكتوبر 1945     |
|             | منظمة الشرطة الجنائية الدولية      | ?                    | ?                  |
|             | البنك الدولي للإنشاء والتعمير      | 6 يوليو 1994         | 14 أبريل 1947      |
|             | الاتحاد البريدي العالمي            | ?                    | ?                  |
|             | مؤسسة التنمية الدولية              | 6 يوليو 1994         | 10 أبريل 1962      |
|             | وكالة ضمان الاستثمار متعدد الأطراف | 10 سبتمبر 1996       | 19 أكتوبر 1994     |